# Термометрія свердловини
Термометрія свердловини (рос. термометрия скважины; англ. well thermometry; нім. Sondenthermometrie, Temperaturmessung f in Bohrlöchern) — метод вимірювання температури вздовж стовбура свердловини для вивчення природного теплового поля Землі і виявлення теплових аномалій при бурінні та експлуатації нафтових і газових свердловин з метою вивчення геологічної будови родовищ нафти та газу і контролю за технічним станом свердловин. 